# Taltelīyeh
Taltelīyeh (persiska: تلتلیه, Toltolīyeh) är en ort i Iran.   Den ligger i provinsen Khuzestan, i den centrala delen av landet, 600 km söder om huvudstaden Teheran. Taltelīyeh ligger 21 meter över havet och antalet invånare är 239.
Terrängen runt Taltelīyeh är mycket platt. Runt Taltelīyeh är det ganska tätbefolkat, med 58 invånare per kvadratkilometer. Närmaste större samhälle är Rāmshīr, 9,0 km nordost om Taltelīyeh. Trakten runt Taltelīyeh är ofruktbar med lite eller ingen växtlighet.